# البسلقون
قرية البسلقون هي إحدى القرى التابعة لمركز كفر الدوار في محافظة البحيرة في جمهورية مصر العربية. حسب إحصاءات سنة 2006، بلغ إجمالي السكان في البسلقون 22002 نسمة، منهم 11146 رجل و10856 امرأة.

## التاريخ
قرية البسلقون من القرى القديمة، حيث وردت باسم «البسلقون» في أعمال البحيرة ضمن قرى الروك الصلاحي التي أحصاها ابن مماتي في كتاب قوانين الدواوين، كما وردت باسم «البسلقون» في أعمال البحيرة ضمن قرى الروك الناصري التي أحصاها ابن الجيعان في كتاب «التحفة السنية بأسماء البلاد المصرية». وفي العصر العثماني وردت باسم «البسلقون» في التربيع العثماني الذي أجراه الوالي العثماني سليمان باشا الخادم في عصر السلطان العثماني سليمان القانوني ضمن قرى ولاية البحيرة، وفي تاريخ 1228هـ/1813م الذي عدّ قرى مصر بعد المسح الذي قام به محمد علي باشا باسم «البسلقون» ضمن قرى مديرية البحيرة.